# 科士街

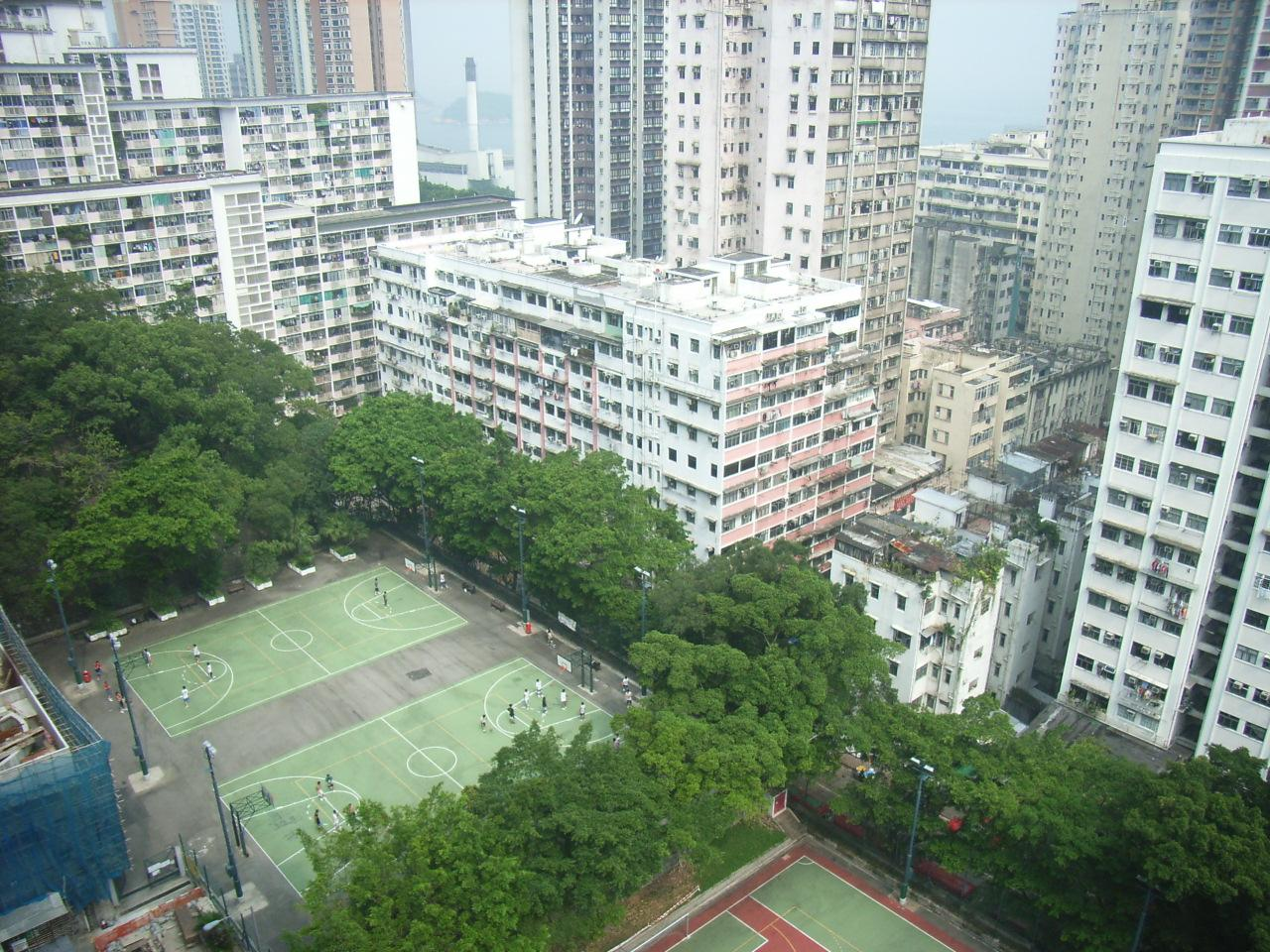
由觀龍樓鳥瞰科士街，石牆樹生長十分茂盛

科士街（英語：Forbes Street）是香港一條街道，位於香港島堅尼地城，為一條單線東西走向的行車街道，連接士美菲路及加多近街。

## 沿途地標
- 科士街臨時遊樂場
- 堅尼地城遊樂場
- 石牆樹
- 西環邨

## 鄰近街道
- 蒲飛路
- 爹核士街
- 加多近街

## 交通
港鐵
- █  港島綫：堅尼地城站

巴士
- 城巴43M線
- （過海隧道巴士904線曾以科士街作為西營盤總站）

紅色公共小巴
- 科士街小巴總站

## 站外鏈結
- 堅尼地城科士街地圖 （页面存档备份，存于）
- 科士街及佐治五世公園石牆樹